# Усов, Александр Владимирович
Александр Владимирович Усов (бел. Аляксандр Уладзіміравіч Вусаў; род. 27 августа 1977, Минск, БССР) — белорусский профессиональный шоссейный велогонщик.